# Walter Bartoš
Walter Bartoš (* 23. dubna 1961 Hodonín) je český komunální politik a hudebník (basová kytara a kontrabas), od roku 2014 do roku 2022 místostarosta města Strážnice, člen Občanské demokratické strany, v letech 1998–2013 poslanec Poslanecké sněmovny a tehdy expert ODS na tematiku školství a stínový ministr školství za vlády ČSSD.

## Biografie
V roce 1985 zakončil studium učitelství ruštiny a dějepisu na Filosofické fakultě Univerzity Jana Evangelisty Purkyně v Brně (nynější Masarykova univerzita) s prací Politický vývoj na okrese Hodonín ve 30. letech našeho století. Pracoval potom coby středoškolský učitel, později zástupce ředitele na gymnáziu Strážnice. V roce 1992 vstoupil do ODS. V roce 2011 mu byl udělen titul Ph.D. za disertační práci Role státu v péči o sportovní talenty na Fakultě sportovních studií Masarykovy univerzity. V letech 2011–2015 působil na Masarykově univerzitě, kde přednášel témata spojená s problematikou veřejné správy. Od roku 2008 je členem Správní rady Veterinární a farmaceutické univerzity Brno, od roku 2018 zastával v této radě post místopředsedy. V dubnu 2020 byl zvolen předsedou Správní rady Veterinární a farmaceutické univerzity Brno.
Dlouhodobě se v oblasti hudby věnuje blues, jazz rocku a funk-fusion. Jako hráč na basovou kytaru a kontrabas koncertuje převážně v České republice, na Slovensku a v Polsku.
Je podruhé ženatý, má dva syny.

## Politické působení
V komunálních volbách roku 1994, komunálních volbách roku 1998, komunálních volbách roku 2002, komunálních volbách roku 2006, komunálních volbách roku 2010, komunálních volbách roku 2014 a komunálních volbách roku 2018 byl opakovaně za ODS zvolen do zastupitelstva města Strážnice. Od roku 1995 je také radním města a od roku 2014 místostarostou.
Ve volbách v roce 1998 byl zvolen do poslanecké sněmovny za ODS (volební obvod Jihomoravský kraj). Mandát obhájil ve volbách v roce 2002, volbách v roce 2006 a voleb v roce 2010. V letech 1998–2002 byl místopředsedou, v letech 2002–2010 předsedou, v letech 2010–2011 opět místopředsedou a od roku 2011 řadovým členem sněmovního výboru pro vědu, vzdělání, kulturu, mládež a tělovýchovu, v letech 1998–2002 byl i členem petičního výboru a od roku 2010 členem volebního výboru.
V období vlády ČSSD působil jako stínový ministr školství ODS a napsal programový dokument Modrá šance ve vzdělávání.

## Aféra okolo vojenské kontrarozvědky komunistického režimu
Podle zveřejněných dokumentů z archivu vojenské kontrarozvědky figuruje Walter Bartoš v registračních protokolech této bezpečnostní složky bývalého československého komunistického režimu jako důvěrník. Vrchní soud v Praze dne 8. 2. 2011 rozhodl, že Walter Bartoš byl evidován v registračních protokolech vojenské kontrarozvědky neoprávněně, a tudíž s touto organizací nikdy nespolupracoval. Důvěrníci ale figurovaly jako spolehlivé osoby, které poskytovaly informace nebo služby. Svou spolupráci odmítá a tvrdí, že do protokolů kontrarozvědky se prý mohl dostat jako voják u raketového vojska, které podléhalo přísnému dohledu režimu.